# Бекеш
Бекеш (мађ. Békés) град је у Мађарској. Бекеш је четврти по величини град у оквиру истоимене жупаније Бекеш.
Град има 20.647 становника према подацима из 2008. године.

## Географија
Град Бекеш се налази у југоисточном делу Мађарске. Од првог већег града, Бекешчабе, град је удаљен свега 10 километара северно. Од престонице град је удаљен 190 километара југоисточно.
Град се налази у средињшем делу Панонске низије. Кроз протиче река Кереш.

## Становништво
По процени из 2017. у граду је живело 18914 становника.
| 1990.  | 2001.  | 2011.  | 2017.  |
| ------ | ------ | ------ | ------ |
| 22.098 | 21.757 | 20.088 | 18.914 |

## Партнерски градови
- Георгени
- Нови Итебеј

## Галерија
- Римокатоличка црква
- Монуметалан кров градске куће
- Канал Елевиз поред града